# Paula Słonecka
Paula Słonecka est une joueuse polonaise de volley-ball née le 9 avril 1992. Elle joue au poste de réceptionneur-attaquant. Durant la saison 2020/2021, elle joue pour le Volleyball Wrocław.